# متئو پلوکی
متئو پلوکی (ایتالیایی: Matteo Pelucchi؛ زادهٔ ۲۱ ژانویهٔ ۱۹۸۹) دوچرخه‌سوار اهل ایتالیا است.
از باشگاه‌هایی که در آن رکاب زده‌است می‌توان به آی‌ای‌ام سایکلینگ، تیم دوچرخه‌سواری دیرکت انرژی، سونیر دوال-پرودیر، و بورا–هانسگروهه اشاره کرد.